# 친일반민족행위진상규명 보고서

친일반민족행위진상규명 보고서

《친일반민족행위진상규명 보고서》(親日反民族行爲眞相糾明 報告書)는 2009년 11월에 대한민국 친일반민족행위진상규명위원회가 발간한 보고서로, 친일반민족행위진상규명위원회의 활동과 친일반민족행위 조사, 친일반민족행위 연구, 친일반민족행위 결정에 관한 내용을 담고 있다.

## 구성
4부 25권으로 구성되어 있으며 21,000여 쪽에 달한다.
- 1부: 위원회 활동 (친일반민족행위진상규명위원회의 출범 배경과 설치 과정, 일제강점하 반민족행위 진상규명에 관한 특별법 및 시행령 제정 과정, 조직 구성과 변천 과정, 위원 및 자문위원 명단 및 직원 명단, 위원회, 자문위원회, 사무처의 업무 개요, 연도별 예산 및 결산 현황, 위원회 및 자문위원회 회의, 민원 및 쟁송 등 위원회의 사업 및 활동, 친일반민족행위진상규명위원회 활동의 성과 및 과제 정리)
- 2부: 친일반민족행위 조사 (친일반민족행위 조사 목적과 조사 대상, 조사 방법, 부문별·분야별(정치 부문, 통치 기구 부문, 경제·사회 부문, 문화 부문, 해외 부문) 친일반민족행위 조사 과정과 내용 정리, 친일반민족행위 조사 결과 및 조사 현황 정리, 조사의 성과와 한계 정리)
- 3부: 친일반민족행위 연구
  - 3-1부
    - 서설
      - 일제 식민 통치의 전개와 친일반민족행위
      - 일제 식민 지배의 구조와 친일반민족행위
      - 반민족행위특별조사위원회의 성립과 활동

    - 일제의 국권 침탈과 친일반민족세력의 형성
      - 일제의 국권 침탈 과정과 한국인의 협력
        - 러일 전쟁과 한국인의 전쟁 협력
        - 국권 침탈 조약의 체결 과정과 한국인의 역할
        - 의병 운동 탄압의 양상
        - 병합 이전 친일단체의 ‘합방청원운동’

      - 조선귀족·중추원의 형성과 활동
        - 조선귀족의 성격과 활동
        - 조선총독부 중추원의 성격과 활동

      - 일제의 훈장·포상 제도와 한국인(조선인)

  - 3-2부
    - 일제의 조선 통치 기구와 조선인의 참여
      - 일제의 조선 통치 방침과 조선인 관료
        - 일제의 조선 통치 정책과 행정 제도 개편
        - 조선총독부의 관료 임용 제도와 조선인 관료
        - 지방 행정의 변화와 군수의 역할

      - 헌병·경찰을 통한 식민 통치와 항일 운동 탄압
        - 헌병보조원의 성격과 활동
        - 경찰관제의 변화와 조선인 경찰
        - 고등경찰제도와 조선인 고등경찰

      - 사법 제도 변화와 항일 운동 탄압
        - 조선인 판·검사와 항일 민족 운동 탄압
        - 일제의 형무소 제도와 조선인 형무관리

      - 일본 군인으로 활동한 조선인
        - 조선 출신 일본군 장교의 형성과 변화
        - 만주국군과 조선인 장교의 양성
        - ‘조선인특설부대(朝鮮人特設部隊)’의 조직과 활동

  - 3-3부
    - 일제의 경제·사회 침탈과 친일 협력
      - 일제의 경제 정책과 주요 경제 기구
        - 일제의 경제 침탈과 경제 정책의 변화
        - 주요 경제 기구와 조선인

      - 조선총독부의 언론 정책과 조선 언론인
      - 일제의 교육 정책과 조선인의 친일 협력
      - 일제의 종교 정책과 종교계의 친일 협력
        - 일제 종교 정책의 변화와 성격
        - 기독교의 친일 협력
        - 불교의 친일 협력
        - 유교의 친일 협력
        - 천도교의 친일 협력

      - 조선인 강제동원의 구조와 조선인의 협력
        - 병력 동원의 구조와 조선인의 협력
        - 노동력 동원의 구조와 조선인의 협력
        - ‘위안부’ 동원의 구조와 조선인의 협력

      - 주요 친일단체 개관

  - 3-4부
    - 일제의 학술·문화 정책과 친일 협력
      - 조선총독부의 학술·문화 정책과 친일 협력
        - 구관·제도조사와 ‘역사’ 편찬
        - 고적조사사업과 박물관 정책
        - 일제의 침략·지배 논리의 전개와 조선 지식인

      - 문학·예술계의 친일 협력
        - 문학계의 친일 협력
        - 영화계의 친일 협력
        - 연극계의 친일 협력
        - 음악계의 친일 협력
        - 미술계의 친일 협력

    - 해외 조선인 사회와 친일 협력
      - 중국 지역 조선인 사회 통제와 친일 협력
        - 만주 지역 조선인 사회와 친일 협력
        - 만주 지역 주요 조선인 친일단체
        - 상해·천진 지역 조선인 사회와 친일 협력

      - 재일 조선인 사회와 친일 협력
        - 일제의 재일 조선인 통제 정책과 주요 친일단체
        - 재일 조선인 유력자의 정치 참여 활동

      - 러시아 연해주 조선인 사회와 주요 친일단체
- 4부: 친일반민족행위 결정 (친일반민족행위진상규명위원회가 공식 발표한 친일반민족행위자의 주요 경력(1904년 러일 전쟁 개전 이전, 1904년 러일 전쟁 개전 ~ 1945년 8월 15일 광복), 친일반민족행위 개요, 친일반민족행위 조사 내용, 친일반민족행위 결정에 대한 위원회의 판단)
  - 4-1부: 갈홍기(葛弘基) ~ 김기진(金基鎭)
  - 4-2부: 김기창(金基昶) ~ 김선흠(金善欽)
  - 4-3부: 김성규(金成圭) ~ 김인승(金仁承)
  - 4-4부: 김인엽(金仁燁) ~ 남궁영(南宮營)
  - 4-5부: 남규희(南奎熙) ~ 박경호(朴慶浩)
  - 4-6부: 박관수(朴寬洙) ~ 박이양(朴彛陽)
  - 4-7부: 박인덕(朴仁德) ~ 백윤화(白允和)
  - 4-8부: 백인기(白寅基) ~ 신기석(申基碩)
  - 4-9부: 신봉조(辛鳳祚) ~ 엄준원(嚴俊源)
  - 4-10부: 엄창섭(嚴昌燮) ~ 유혁로(柳赫魯)
  - 4-11부: 유홍순(劉鴻洵) ~ 이규원(李圭元)
  - 4-12부: 이규환(李圭桓) ~ 이병학(李柄學)
  - 4-13부: 이봉래(李鳳來) ~ 이재극(李載克)
  - 4-14부: 이재면(李載冕, 흥친왕(興親王)) ~ 이희적(李熙迪)
  - 4-15부: 인정식(印貞植) ~ 정교원(鄭僑源)
  - 4-16부: 정규환(鄭圭煥) ~ 조영출(趙靈出, 조명암(趙鳴岩))
  - 4-17부: 조영희(趙英熙) ~ 최승렬(崔昇烈)
  - 4-18부: 최안국(崔安國) ~ 한익교(韓翼敎)
  - 4-19부: 한정석(韓定錫) ~ 황종률(黃鍾律)

### 보유편
《친일반민족행위진상규명 보고서 보유편》(親日反民族行爲眞相糾明 報告書 補遺編)은 2017년 12월에 대한민국 행정안전부 산하 과거사관련업무지원단에 의해 발간되었다.
- 김성수(金性洙)에 관한 친일반민족행위 결정에 관한 판결문
- 방응모(方應謨)에 관한 친일반민족행위 결정에 관한 판결문
- 홍영후(洪永厚, 홍난파(洪蘭坡))에 관한 친일반민족행위 결정이유서

## 같이 보기
- 일제강점하 반민족행위 진상규명에 관한 특별법
- 대한민국 정부 발표 친일반민족행위자 명단
- 친일반민족행위 106인 명단
- 친일반민족행위 195인 명단
- 친일반민족행위 705인 명단
- 대한민국 정부 발표 친일반민족행위자 명단 - 정치
- 대한민국 정부 발표 친일반민족행위자 명단 - 통치 기구
- 대한민국 정부 발표 친일반민족행위자 명단 - 경제·사회
- 대한민국 정부 발표 친일반민족행위자 명단 - 문화
- 대한민국 정부 발표 친일반민족행위자 명단 - 해외